# Sally Altschuler
Sally Salomon Altschuler (født 1953) er en dansk børnebogsforfatter og foredragsholder.
Han debuterede i 1993 med romanen Jordens salt, som samme år fik både skolebibliotekarernes og børnebibliotekarernes priser for bedste børnebog. Han har siden debuten udgivet mere end 40 bøger for børn og unge, billedbøger, romaner og også en del dramatik. I 2011 udkom hans første roman for voksne, slægtsromanen En engel bag øret (Gyldendal) samtidigt med børnebogen Min tipoldefar var russer og havde slangekrøller (Gyldendal). Begge bøger bygger på Altschulers egen jødiske slægts historie: Hans farmor, farfar, mormor og morfar ankom til København fra det jiddische Østeuropa i 1912.
Han har især interesseret sig for den digitale virkelighed og forholdet mellem fiktion og virkelighed.
Seneste udgivelser:
Drømmeren, ungdomsroman (Jensen & Dalgaard 2020)
Universe Unlimited I & II, serie for mellemgruppen (Jensen & Dalgaard 2022)
Golem - en opera, for voksne, (Jensen & Dalgaard 2022)

Sally Altschuler er uddannet lærer, og han underviser stadig børn og unge i at skrive kreativt. Han har i en årrække arbejdet med at udvikle børnelitteratur i Nepal og Vietnam sammen med lokale partnere.
Han har siddet i bestyrelsen for Dansk Forfatterforening 2001 - 2019, og stadig i samme forenings styrelse for BU-litteratur.